# Texola
Texola – miasto w Stanach Zjednoczonych, w stanie Oklahoma, w hrabstwie Beckham.